# Murder Obsession (Follia omicida)
Murder Obsession (Follia omicida) è un film del 1981 diretto da Riccardo Freda.

## Trama
Michael Stanford, giovane e promettente attore, risente della stanchezza da troppo lavoro. L'affaticamento gli crea grossi vuoti di memoria e lo rende instabile caratterialmente. Durante le riprese del suo ultimo film, nel quale interpreta la parte di un killer, rischia d'uccidere davvero la collega Beryl, che interpreta la vittima. A causa di ciò, Michael decide di ritirarsi nella casa materna, invitando l'intera troupe. Ad accoglierli vi sono il maggiordomo Oliver e la madre di Michael, Glenda, una bellissima donna molto gentile con tutto il cast, ma che sembra nutrire verso il figlio uno strano sentimento di rifiuto. Dopo l'arrivo degli ospiti, i vari personaggi cominciano a essere decimati per mano d'un misterioso assassino. Ovviamente, Michael sarà il primo sospettato, ma in realtà dietro gli omicidi si nasconde un'altra persona.

## Produzione
Gli interni del lungometraggio vennero ricreati negli stabilimenti De Paolis di Roma. 
Si tratta dell'ultima opera audiovisiva firmata da Freda. 
Sergio Stivaletti partecipò alla pellicola sia per curare gli effetti speciali e sia come assistente del cineasta italo-egiziano. Come dichiarato in un'intervista, l'artista romano non ebbe una buona impressione del regista, nonostante lo stimasse professionalmente.

## Distribuzione
Uscito nelle sale italiane il 24 febbraio del 1981, il film venne edito, in seguito, in home video. È, inoltre, presente nelle principali piattaforme streaming. 
Per i contenuti particolarmente violenti ed espliciti, l'opera è vietata ai minori di 18 anni. 

## Accoglienza

### Critica
Murder Obsession è considerato tra i film peggiori di Freda. In una recensione dell'epoca, la pellicola fu etichettata come "sconclusionata".
Per il portale Cineocchio, il lungometraggio risente del "tocco gotico" del cineasta, nonostante sia tardiva come genere.